# Bäckseda socken
Bäckseda socken i Småland ingick i Östra härad, ingår sedan 1971 i Vetlanda kommun i Jönköpings län och motsvarar från 2016 Bäckseda distrikt.
Socknens areal är 44,73 kvadratkilometer, varav land 42,21. År 2000 fanns här 2 721 invånare. En del av tätorten Vetlanda med kyrkbyn Bäckseda och sockenkyrkan Bäckseda kyrka ligger i socknen. 

## Administrativ historik
Bäckseda socken har medeltida ursprung.
Vid kommunreformen 1862 övergick socknens ansvar för de kyrkliga frågorna till Bäckseda församling och för de borgerliga frågorna till Bäckseda landskommun. Landskommunen inkorporerades 1952 i Vetlanda landskommun som 1971 gick upp i Vetlanda kommun.
1 januari 2016 inrättades distriktet Bäckseda, med samma omfattning som församlingen hade 1999/2000.  
Socknen har tillhört samma fögderier och domsagor som Östra härad. De indelta soldaterna tillhörde Kalmar regemente, Vedbo härads kompani, Smålands grenadjärkår, Östra härads kompani och Smålands husarregemente, Hvetlanda skvadron, Hvetlanda.

## Geografi
Bäckseda socken ligger vid övre Emån just söder om Vetlanda med sjön Grumlan i väster. Socknen är höglänt med höjder som når 315 meter över havet och består av kuperad skogsmark utanför den centrala dalgångsbygden.

## Fornlämningar
Några gravar från bronsåldern och två järnåldersgravfält, ett vid kyrkan finns här.

## Namnet
Namnet (1305 Beksid), taget från kyrkby, består av förleden bäck (som återfinns norr om kyrkan) och efterleden sidd', sidlänt, sluttande sankmark.
Namnet stavades tidigare Bexeda eller Bexheda.

## Övrigt
Från socknen kommer den småländska prästsläkten Bexell.

### Anette Vilhelmina von Liewens donation
I Bäckseda delas ett stipendium ut till alla unga kvinnor. Det utdelas till minne av Annette von Liewen, den unga dottern till friherre Malte von Liewen, som inte fick gifta sig med sin älskade löjtnant Georg Fleetwood och dog i kärlekssorg. Till minne av sin dotter donerade friherren en smärre förmögenhet som delas ut till unga flickor och nygifta par som växt upp i Bäckseda. Många av gatorna i bostadsområden i Bäckseda bär namn som hänvisar till det olyckliga kärleksdramat; Baronvägen, Mamsellvägen, Donationsstigen och så vidare.